# Pachyseris rugosa
Pachyseris rugosa är en korallart som först beskrevs av Jean-Baptiste Lamarck 1801.  Pachyseris rugosa ingår i släktet Pachyseris och familjen Agariciidae. IUCN kategoriserar arten globalt som sårbar. Inga underarter finns listade i Catalogue of Life.